# Aspergillus clavatus
Espèce
Aspergillus clavatus est une espèce de  champignons ascomycètes de la famille des Trichocomaceae. Hôte fréquent et naturel du sol, il est occasionnellement pathogène pour l'homme ou l'animal lorsqu'il se développe sur des cultures alimentaires en produisant une mycotoxine, la patuline.
Aspergillus clavatus (de même que certaines espèces de Penicillium tels que  Penicillium griseofulvum, Penicillium expansum) produit une mycotoxine : la patuline.
La patuline, toxine produite par des Aspergillus ou des Penicillium est trouvée sur le blé, maïs, luzerne, soja, avoine, riz, et donc dans les ensilages destinés aux animaux, mais aussi sur des fruits tels que des abricots, bananes, pêches, raisins (et jus de raisin et vin), mais surtout sur les pommes et leurs sous-produits.

## Patuline
Cette toxine fongique a porté de nombreux noms (expansine, clavacine, claviformine, clavatine, mycoin C3, pénicidine), car elle a été isolée (dans les années 1940) par différents laboratoires et chercheurs qui n'ont pas immédiatement compris qu'il s'agissait de la même molécule. Elle était trouvée  dans les surnageants des cultures de différentes espèces d'Aspergillus et de Penicillium.
Elle peut être produite par divers champignons (moisissures) dont au moins :
- Des Penicillium ; Penicillium patulum (syn. Penicillium griseofulvum, Penicillium urticae) Penicillium expansum (contaminant commun des Pomaceae (pommes, poires) et source de pertes financières et de risque sanitaire importants, en tant que premier contaminant des jus de fruits, compotes, cidres et autres sous-produits de la pomme. Il contamine aussi diverses cultures maraîchères et arboricoles), Penicillium glandicola (Syn. Penicillium granulatum), Penicillium vulpinum (Syn. Penicillium claviforme), Penicillium paneum, Penicillium carneum, …),
- Des Aspergillus (Aspergillus clavatus, Aspergillus giganteus, Aspergillus terreus souches IMI 017294, IMI 016043..),
- Des Byssochlamys (Byssochlamys nivea - qui contamine fréquemment les ensilages -, Byssochlamys fulva, …)

Deux espèces de Penicillium (P. paneum, P.carneum) phylogénétiquement proches parents du Penicillium roqueforti qui produit le fromage roquefort produisent de la patuline en condition normale, mais non dans les conditions où le roquefort est fabriqué, probablement parce que le support est alors trop pauvre en glucides et trop riche en protéines et probablement pour d'autres raisons encore mal comprises.

## Habitat/Reproduction
Le champignon se reproduit in situ, au champ, et non durant le stockage. Son maintien sur une terre cultivée dépend de l'assolement, du degré d'eutrophisation (il apprécie les hautes teneurs en azote) et la présence de matières fermentescibles en décomposition)

## Effets
À partir d'une certaine dose, ils se manifestent par des lésions congestives au niveau des poumons, des reins et de la rate ; mais accessoirement, elle provoque une dégénérescence des neurones du cortex cérébral, d'où peuvent résulter divers symptômes nerveux (paralysie, etc.). 
La patuline est également responsable d'hyperkératose chez les bovidés et les porcins.